# Povl Henriksen
Povl Henriksen (1898-1986) var en dansk tennisspiller medlem af B.93 og KB Tennis.
I nogle få år omkring første verdenskrig blev der afviklet VM i tennis på overdækket bane og i 1921 fandt de sted i KB's tennishal på Frederiksberg. Her tabte Povl Henriksen herredouble-finalen sammen med Erik Tegner mod Maurice Germot og William Laurentz fra Frankrig med 6–3, 6–2, 3–6, 6–3. Han spillede i perioden 1921-1933 28 kampe på det danske Davis Cuphold og vandt 17. Han vandt i perioden 1921 -1932  totalt 15 danske mesterskaber i tennis: et i single, tolv i herredouble og to i mixed double.